# Paretroplus kieneri
Paretroplus kieneri Arnoult, 1960 è un pesce di acqua dolce appartenente alla famiglia Cichlidae ed alla sottofamiglia Etroplinae, endemico del Madagascar.

## Descrizione
Il corpo è compresso ai lati, mediamente alto e non molto allungato. La livrea è mimetica ma non molto particolare: il corpo è marrone con aree più chiare e sfumature rossastre in particolare vicino alla bocca. Le pinne sono grigiastre, la pinna caudale è leggermente biforcuta. La pinna dorsale e quella anale sono abbastanza allungate e presentano sfumature arancioni. Non supera i 13 cm.

## Distribuzione e habitat
Proviene dai corsi d'acqua nel nord del Madagascar.

## Conservazione
Nel suo habitat è messo a rischio dalla deforestazione e da altri interventi messi in atto dall'uomo. Inoltre è entrato in competizione con altri pesci introdotti nel suo ambiente.